# Phillip Bay, New South Wales
Phillip Bay este o suburbie în Sydney, Australia.